# Supertaça de Hóquei em Patins da Cidade de Maputo
A Supertaça de Hóquei em Patins da Cidade de Maputo é uma competição de hóquei em patins em Moçambique, disputada pelo vencedor do Campeonato de Hóquei em Patins da Cidade de Maputo e da Taça de Hóquei em Patins da Cidade de Maputo.

## Vencedores
| Ano  | Campeão                                     | Finalista                  | Res.  | Noticia |
| ---- | ------------------------------------------- | -------------------------- | ----- | ------- |
| 2017 | Grupo Desportivo Estrela Vermelha de Maputo | Grupo Desportivo de Maputo | 6 - 3 | [ 1 ]   |

## Número de titulos por Clube
| Clube                                       | Campeonatos |
| ------------------------------------------- | ----------- |
| Grupo Desportivo Estrela Vermelha de Maputo | 1           |
| TOTAL                                       | 1           |

## Ligações Externas

### Sítios Moçambicanos
- Federação Moçambicana de Patinagem
- Jornal de Notícias de Moçambique com actualidade do Hóquei Patins neste País
- Notícias de Hóquei Patins de Moçambique

### Internacional
- O Hóquei em todo o Mundo
- Mundook-Actualidade Mundial do Hóquei Patinado (em Português)
- Solo Hockey-Actualidade Mundial do Hóquei Patinado (em Castelhano)